# روب دافيسون
روب دافيسون هو لاعب هوكي الجليد كندي، ولد في 1 مايو 1980 في سانت كاثرينز في كندا.

## وصلات خارجية
- روب دافيسون على موقع دوري الهوكي الوطني (الإنجليزية)
- روب دافيسون على موقع EliteProspects.com (الإنجليزية)
- روب دافيسون على موقع HockeyDB.com (الإنجليزية)
- روب دافيسون على موقع Hockey-Reference.com (الإنجليزية)